# Mormonia simulatilis
Mormonia simulatilis är en fjärilsart som beskrevs av Augustus Radcliffe Grote 1874. Mormonia simulatilis ingår i släktet Mormonia och familjen nattflyn. Inga underarter finns listade i Catalogue of Life.